# Herman Tuxen
Hans Lasenius Herman Tuxen (4. januar 1856 i København – 3. juli 1910) var en dansk officer.
Tuxen var søn af kommandør J.C. Tuxen og hustru f. Bernhoft. Han blev sekondløjtnant 1877, premierløjtnant 1880, kaptajn 1888, var lærer ved Officerskolen, blev oberstløjtnant 1904 og direktør i det nyoprettede Hærens Tekniske Korps 1909 samt chef for Hærens Tøjhus. Han var Ridder af Dannebrog og Dannebrogsmand.
Han var gift med Christine Elisabeth f Grønwold, f. 24. maj 1856 i Slagelse.